# 细嘴翼龙属
细嘴翼龙属（学名：Leptostomia）是翼龙目的一属。

## 下属物种
本属包括以下物种：
- Leptostomia begaaensis Smith, Martill, Kao, Zouhri & Longrich, 2020[2]